# McChesneytown-Loyalhanna (Pennsilvània)
McChesneytown-Loyalhanna és una concentració de població designada pel cens dels Estats Units a l'estat de Pennsilvània. Segons el cens del 2000 tenia 3.415 habitants.

## Demografia
Segons el cens del 2000, McChesneytown-Loyalhanna tenia 3.415 habitants, 1.464 habitatges, i 1.030 famílies. La densitat de població era de 563,5 habitants/km².
Dels 1.464 habitatges en un 24,7% hi vivien nens de menys de 18 anys, en un 56,4% hi vivien parelles casades, en un 10% dones solteres, i en un 29,6% no eren unitats familiars. En el 26,4% dels habitatges hi vivien persones soles el 14,5% de les quals corresponia a persones de 65 anys o més que vivien soles. El nombre mitjà de persones vivint en cada habitatge era de 2,31 i el nombre mitjà de persones que vivien en cada família era de 2,78.
Per edats la població es repartia de la següent manera: un 19,7% tenia menys de 18 anys, un 5,8% entre 18 i 24, un 26,6% entre 25 i 44, un 26,1% de 45 a 60 i un 21,9% 65 anys o més.
L'edat mediana era de 44 anys. Per cada 100 dones de 18 o més anys hi havia 89 homes.
La renda mediana per habitatge era de 34.018 $ i la renda mediana per família de 40.845 $. Els homes tenien una renda mediana de 32.292 $ mentre que les dones 21.849 $. La renda per capita de la població era de 18.041 $. Entorn del 6% de les famílies i el 7,5% de la població estaven per davall del llindar de pobresa.

## Poblacions més properes
El següent diagrama mostra les poblacions més properes.